# Robert Walsh
Robert Walsh (Chicago, 27 marzo 1993) è un pallavolista statunitense.
Gioca nel ruolo di centrale nel Saint-Quentin.

## Carriera
La carriera di Robert Walsh inizia nei tornei scolastici dell'Illinois, giocando per la Mount Carmel HS di Chicago; dopo il diploma entra a far parte della squadra di pallavolo maschile della Lewis, giocando la NCAA Division I dal 2013 al 2016, raggiungendo la finale nazionale nel 2015, ricevendo anche alcuni riconoscimenti individuali.
Nella stagione 2016-17 firma il suo primo contratto professionistico in Finlandia, disputando la Lentopallon Mestaruusliiga col Perungan Pojat, giocandovi due annate. Si trasferisce in Francia per il campionato 2018-19, giocando in Ligue B col Saint-Quentin. 

## Palmarès

### Premi individuali
- 2015 - All-America Second Team
- 2016 - All-America First Team